# Арі Йонссон
Арі Йонссон (фар. Ári Jónsson, нар. 22 липня 1994, Торсгавн) — фарерський футболіст, захисник клубу «ГБ Торсгавн» та національної збірної Фарерських островів.
Виступав також за клуби «Сількеборг» та «Саннес Ульф».

## Клубна кар'єра
У дорослому футболі дебютував 2012 року виступами за команду «Сількеборг», у якій провів три сезони, взявши участь у 8 матчах чемпіонату. 
Протягом 2016—2017 років захищав кольори клубу «ГБ Торсгавн».
Своєю грою за останню команду привернув увагу представників тренерського штабу клубу «Саннес Ульф», до складу якого приєднався 2018 року. Відіграв за команду із Саннеса наступні три сезони своєї ігрової кар'єри. Більшість часу, проведеного у складі «Саннес Ульфа», був основним гравцем захисту команди.
До складу клубу «ГБ Торсгавн» приєднався 2022 року. Станом на 8 січня 2025 року відіграв за клуб з Торсгавна 55 матчів в національному чемпіонаті.

## Виступи за збірні
У 2009 році дебютував у складі юнацької збірної Фарерських островів (U-17), загалом на юнацькому рівні взяв участь у 16 іграх, відзначившись 4 забитими голами.
Протягом 2014–2016 років залучався до складу молодіжної збірної Фарерських островів. На молодіжному рівні зіграв у 7 офіційних матчах, забив 2 голи.
У 2013 році дебютував в офіційних матчах у складі національної збірної Фарерських островів.
| Дата       | Місто      | Господарі          | Результат | Гості             | Турнір                               | Голи | Примітки  |
| ---------- | ---------- | ------------------ | --------- | ----------------- | ------------------------------------ | ---- | --------- |
| 7-6-2013   | Дублін     | Ірландія           | 3 – 0     | Фарерські острови | Відбір до ЧС 2014                    | -    |           |
| 7-9-2014   | Торсгавн   | Фарерські острови  | 1 – 3     | Фінляндія         | Відбір до ЧЄ 2016                    | -    | 76'       |
| 10-10-2017 | Будапешт   | Угорщина           | 1 – 0     | Фарерські острови | Відбір до ЧС 2018                    | -    |           |
| 15-11-2019 | Осло       | Норвегія           | 4 – 0     | Фарерські острови | Відбір до ЧЄ 2020                    | -    |           |
| 11-11-2020 | Вільнюс    | Литва              | 2 – 1     | Фарерські острови | товариський матч                     | -    | 46'       |
| 14-11-2020 | Рига       | Латвія             | 1 – 1     | Фарерські острови | Ліга націй УЄФА 2020-2021 - 1-й етап | -    | 68'       |
| 17-11-2020 | Та-Калі    | Мальта             | 1 – 1     | Фарерські острови | Ліга націй УЄФА 2020-2021 - 1-й етап | 1    | 61'       |
| 25-3-2021  | Кишинів    | Молдова            | 1 – 1     | Фарерські острови | Відбір до ЧС 2022                    | -    | 78'       |
| 31-3-2021  | Глазго     | Шотландія          | 4 – 0     | Фарерські острови | Відбір до ЧС 2022                    | -    | 58'       |
| 9-10-2021  | Торсгавн   | Фарерські острови  | 0 – 2     | Австрія           | Відбір до ЧС 2022                    | -    |           |
| 12-10-2021 | Торсгавн   | Фарерські острови  | 0 – 1     | Шотландія         | Відбір до ЧС 2022                    | -    |           |
| 4-6-2022   | Стамбул    | Туреччина          | 4 – 0     | Фарерські острови | Ліга націй УЄФА 2022-2023 - 1-й етап | -    | 53'       |
| 7-6-2022   | Торсгавн   | Фарерські острови  | 0 – 1     | Люксембург        | Ліга націй УЄФА 2022-2023 - 1-й етап | -    | 86'       |
| 11-6-2022  | Торсгавн   | Фарерські острови  | 2 – 1     | Литва             | Ліга націй УЄФА 2022-2023 - 1-й етап | -    | 67' 89'   |
| 14-6-2022  | Люксембург | Люксембург         | 2 – 2     | Фарерські острови | Ліга націй УЄФА 2022-2023 - 1-й етап | -    | 73'       |
| 24-3-2023  | Кишинів    | Молдова            | 1 – 1     | Фарерські острови | Відбір до ЧЄ 2024                    | -    | 79' 90+5' |
| 27-3-2023  | Скоп'є     | Північна Македонія | 1 – 0     | Фарерські острови | товариський матч                     | -    | 62'       |
| 12-10-2023 | Торсгавн   | Фарерські острови  | 0 – 2     | Польща            | Відбір до ЧЄ 2024                    | -    | 76' 86'   |
| 15-10-2023 | Пльзень    | Чехія              | 1 – 0     | Фарерські острови | Відбір до ЧЄ 2024                    | -    | 58'       |
| Усього     |            | Матчів             | 19        |                   | Голів                                | 1    |           |